# NGC 1727
NGC 1727 (другое обозначение — ESO 56-SC14) — группа из трёх областей H II и связанных с ними звёзд в созвездии Золотая Рыба.
Этот объект входит в число перечисленных в оригинальной редакции «Нового общего каталога».
Описание объекта, данное Джоном Гершелем, позволяет точно идентифицировать его.
Содержит большое количество первичного рассеянного вещества.